# Sisinije
Sisinije, papa od 15. siječnja 708. do 4. veljače 708. godine.